# Mladež Europske pučke stranke
Mladež Europske pučke stranke (YEPP, engl. Youth of the European People's Party, njem. Jugend der Europäischen Volkspartei, franc. Jeunes du Parti populaire européen) je politički podmladak Europske pučke stranke. 
YEPP ima 48 članica iz 35 europskih država, a iz Hrvatske njena članica je Mladež Hrvatske demokratske zajednice (MHDZ). YEPP preko svojih članica ima više od milijun članova i najveća je europska politička organizacija mladih.

## Politički profil
YEPP osnovana je 1997. kao krovna organizacija konzervativnih i demokršćanskih političkih podmladaka ne samo unutar zemalja-članica Europske unije, nego gotovo svih europskih država. 
Osnovna načela organizacije su sloboda, pravna država, socijalno-tržišno gospodarstvo, ujedinjena Europa i načelo supsidijarnosti.

## Ustrojstvo organizacije
Sjedište organizacije nalazi se u Bruxellesu. Organizacija ima tri tijela: Kongres (Congress), Savjet (Council) i Predsjedništvo (Board). Najviše tijelo je Kongres, on je sabor organizacije i zasjeda svake dvije godine. Kongres bira Predsjedništvo, usvaja politička načela i plan rada organizacije. Savjet definira politička stajališta i odlučuje o pristupu novih članica, te zasjeda tri puta godišnje. Predsjedništvo je odgovorno za dnevno-politički rad i sastoji se od predsjednika, prvog dopredsjednika, devet daljnih dopredsjednika, glavnog tajnika i njegovog zamjenika, te rizničara. 

## Poveznice
- Europska pučka stranka
- Politički podmladak

## Vanjske poveznice
- Youth of the European People's Party Mladež Europske pučke stranke
- European People's Party Europska pučka stranka
- [neaktivna poveznica] EPP u Europskom parlamentu